# 格蘭丁 (佛羅里達州)
格蘭丁（英語：Grandin）是位於美國佛羅里達州普特南縣的一個非建制地區。該地的面積和人口皆未知。

## 地理
格蘭丁的座標為29°43′39″N 81°55′07″W / 29.72750°N 81.91861°W，而該地的平均海拔高度為31米（即102英尺）。